# Sportler des Jahres 1995 (Deutschland)
Die Sportler des Jahres 1995 in Deutschland wurden von den Fachjournalisten gewählt und am Jahresende im Kurhaus von Baden-Baden ausgezeichnet. Veranstaltet wurde die Wahl zum 49. Mal von der Internationalen Sport-Korrespondenz (ISK).

## Männer
| Platz | Sportler           | Sportart        | Punkte | Erfolge 1995                                        |
| ----- | ------------------ | --------------- | ------ | --------------------------------------------------- |
| 1.    | Michael Schumacher | Formel 1        | 3218   | Weltmeister                                         |
| 2.    | Henry Maske        | Boxen           | 2668   | Weltmeister (IBF), 3 Titelverteidigungen            |
| 3.    | Boris Becker       | Tennis          | 1742   | Sieger ATP-Weltmeisterschaft, Finalist Wimbledon    |
| 4.    | Lars Riedel        | Leichtathletik  | 1566   | Weltmeister Diskuswurf                              |
| 5.    | Matthias Sammer    | Fußball         | 1209   | Deutscher Meister mit Borussia Dortmund             |
| 6.    | Andreas Wecker     | Turnen          | 0867   | Weltmeister Reck                                    |
| 7.    | Jens Weißflog      | Skispringen     | 0548   | Weltmeisterschaftsdritter Großschanze, Zweiter Team |
| 8.    | Axel Schulz        | Boxen           | 0439   | 2 Weltmeisterschaftskämpfe Schwergewicht (IBF)      |
| 9.    | Erik Zabel         | Straßenradsport | 0396   | 2 Etappensiege Tour de France                       |
| 10.   | Dieter Baumann     | Leichtathletik  | 0374   | Deutscher Rekord 5000-Meter-Lauf                    |

## Frauen
| Platz | Sportler              | Sportart       | Punkte | Erfolge 1995                                                                                       |
| ----- | --------------------- | -------------- | ------ | -------------------------------------------------------------------------------------------------- |
| 1.    | Franziska van Almsick | Schwimmen      | 2765   | Europameisterin 100 Meter Freistil u. 4 × Staffel, Zweite 50 Meter Freistil                        |
| 2.    | Steffi Graf           | Tennis         | 2197   | Siegerin French Open, Wimbledon, US Open u. WTA Championships                                      |
| 3.    | Uta Pippig            | Leichtathletik | 1780   | Siegerin Boston- u. Berlin-Marathon                                                                |
| 4.    | Gunda Niemann         | Eisschnelllauf | 1683   | Weltmeisterin Mehrkampf                                                                            |
| 5.    | Katja Seizinger       | Ski Alpin      | 1417   | Weltcupsiegerin Super-G, Zweite Gesamtweltcup                                                      |
| 6.    | Astrid Kumbernuss     | Leichtathletik | 1188   | Weltmeisterin Kugelstoßen                                                                          |
| 7.    | Melanie Paschke       | Leichtathletik | 0699   | Weltmeisterschaftsvierte 200 Meter, Dritte 4-mal-100-Meter-Staffel, Weltmeisterschaftszweite Halle |
| 8.    | Isabell Werth         | Dressurreiten  | 0686   | Europameisterin Einzel u. Mannschaft                                                               |
| 9.    | Uschi Disl            | Biathlon       | 0664   | Weltmeisterschaftszweite Einzel, Sprint u. Mannschaft, Weltmeisterin Staffel                       |
| 10.   | Silvia Neid           | Fußball        | 0652   | Europameister u. Weltmeisterschaftszweite mit der Nationalmannschaft                               |

## Mannschaften
| Platz | Sportler                          | Sportart       | Punkte | Erfolge 1995                               |
| ----- | --------------------------------- | -------------- | ------ | ------------------------------------------ |
| 1.    | Borussia Dortmund                 | Fußball        | 2556   | Deutscher Meister, Halbfinale UEFA-Pokal   |
| 2.    | Deutschland-Achter                | Rudern         | 1725   | Weltmeister                                |
| 3.    | Fußballnationalmannschaft Frauen  | Fußball        | 1721   | Europameister u. Weltmeisterschaftszweiter |
| 4.    | Viererbob-Team Wolfgang Hoppe     | Bobsport       | 0937   | Weltmeister                                |
| 5.    | Alba Berlin                       | Basketball     | 0929   | Sieger Korać-Cup                           |
| 6.    | Hockeynationalmannschaft Männer   | Hockey         | 0907   | Europameister u. Sieger Champions Trophy   |
| 7.    | Biathlonstaffel Männer            | Biathlon       | 0815   | Weltmeister                                |
| 8.    | Handballnationalmannschaft Männer | Handball       | 0769   | Weltmeisterschaftsvierter                  |
| 9.    | Biathlonstaffel Frauen            | Biathlon       | 0741   | Weltmeister                                |
| 10.   | 4-mal-100-Meter-Staffel Frauen    | Leichtathletik | 0703   | Weltmeisterschaftsdritter                  |